# Barbara Traub

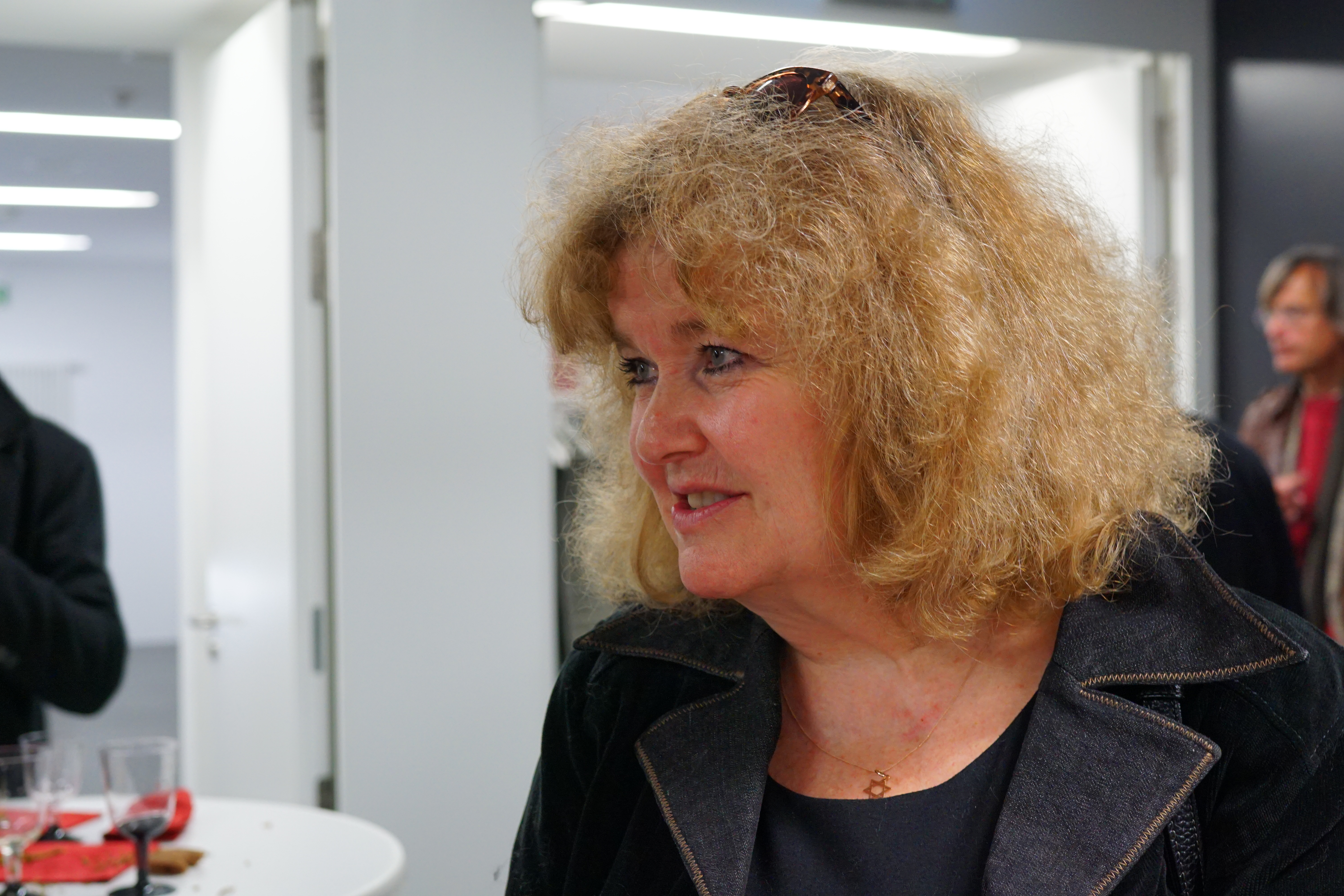
Barbara Traub (2020)

Barbara Traub (* 1957 in Wien) ist eine Psychologische Psychotherapeutin. Sie ist Vorstandssprecherin der Israelitischen Religionsgemeinschaft Württembergs, seit 2013 im Präsidium des Zentralrats der Juden in Deutschland und Mitglied im Vorstand der Zentralwohlfahrtsstelle der Juden in Deutschland.

## Leben und Tätigkeiten
Barbara Traub studierte in Wien Literaturwissenschaften und Philosophie. Anschließend absolvierte sie eine Fachhochschulausbildung in Psychotherapie und Sozialpädagogik. Sie arbeitet hauptberuflich in der Psycho-Onkologie im Diakonie-Klinikum Stuttgart in Stuttgart. Seit 2007 ist sie Lehrbeauftragte an der Evangelischen Hochschule (EH) Ludwigsburg und unterrichtet in Seminaren und Vorlesungen interreligiösen Dialog und Judentum. Im Dezember 2017 ehrte die Hochschule Barbara Traub mit der Honorarprofessorenwürde.
Barbara Traub war von 2002 bis 2005 und ist wieder seit 2009 Vorstandssprecherin der Israelitischen Religionsgemeinschaft Württembergs (IRGW). In dieser Eigenschaft gehörte sie zu den Unterzeichnern des 2010 zwischen dem Land Baden-Württemberg und den beiden israelitischen Religionsgemeinschaften, der IRGW und der Israelitische Religionsgemeinschaft Baden (IRGB), geschlossenen Staatsvertrags, mit dem die beiden israelitischen Religionsgemeinschaften den großen christlichen Kirchen im Lande gleichgestellt wurden. 2013 wurde sie ins Präsidium des Zentralrats der Juden gewählt.
Sie ist außerdem Gründerin und Vorsitzende des forums jüdischer bildung und kultur e.V. (fjbk) in Stuttgart und Vorsitzende des Kuratorium der Hochschule für Jüdische Studien Heidelberg. Zugleich ist sie Vorsitzende des Beirats des ebenfalls in Heidelberg bestehenden Zentralarchiv zur Erforschung der Geschichte der Juden in Deutschland.
Sie ist Mutter von drei Kindern und lebt seit 1992 in Stuttgart.

## Auszeichnungen
- 2008: Verdienstkreuz am Bande der Bundesrepublik Deutschland
- 2018: Verdienstorden des Landes Baden-Württemberg in Würdigung ihres Engagements gegen wachsenden Rassismus, Antisemitismus und religiösen Fanatismus.[6]

## Veröffentlichungen
- Wenn nicht wir, wer dann? Ein Gespräch nach 1.700 Jahren jüdischen Lebens in Deutschland, gemeinsam mit Michael Blume, Patmos Verlag, Leinfelden-Echterdingen 2022, ISBN 978-3-8436-1312-5
- Gesundheit der Seele im Judentum, in: Jürgen Armbruster (Hrsg.): Spiritualität und seelische Gesundheit,  Psychiatrie-Verlag, Köln 2013, ISBN 978-3-88414-551-7, S. 121–133.
- Dina de-malchuta dina – oder Gott braucht den säkularen Rechtsstaat, mit Abraham de Wolf und Elisa Klapheck, Hentrich & Hentrich, Leipzig 2020, ISBN 978-3-95565-399-6.